# パンポット (MIDI)
パンポット (英: pan pot) またはパン (英: pan) は、MIDIのコントロールチェンジのひとつで、音像定位を左右方向の任意の位置に設定する。コントロール番号10。
類似のコントロールチェンジにバランス (コントロール番号8) があり、ステレオスピーカーの左右の音量バランスを設定する。

## 仕様
MIDI規格では、値は0（左端）から127（右端）の範囲をとり、64を中央と定めている。
GM2の規定では、定位の異なる音が混在するようなリズム・チャンネルでは、パンポットは全体の定位を相対的に移動させる。リズム・チャンネルでの音色（ノート番号）ごとの定位は、システム・エクスクルーシブのキーベースド・コントローラーで設定できる。
RP-036 “Default Pan Curve” は、パン・カーブ（パンロウ）の実装にかかわる補則を加えており、正しい中央定位を得られることや、電力を保ったステレオチャンネル間配分をすることを求めている。ここでは推奨される計算式が示されており、余弦波・正弦波ペアのパンロウを使用し、また値の実用範囲を1から127とすることで範囲の中央を64にしている（0と1は共に左端定位となる）。